# VVV V・ファーレン!!
『VVV V・ファーレン!!』は、長崎国際テレビで放送されているV・ファーレン長崎の応援情報番組である。

## 放送時間
- 木曜 24:54 - 24:59